# 안개 (드라마)
안개는 한국방송공사 드라마이다.

## 출연진
- 전원주
- 박웅
- 김진해
- 서승현
- 이신재
- 김흥기
- 정영숙
- 김영철
- 남윤정
- 유동근
- 임혁주
- 권기선
- 금보라